# Gunnar Brånstad
Johan Olof Gunnar Brånstad (i riksdagen kallad Brånstad i Karlskrona), född 7 november 1907 i Kumla, död 25 januari 1979 i Karlskrona, var en svensk ombudsman och politiker (socialdemokrat).
Han var ledamot av riksdagens första kammare från 8 november 1955 till 1955 års riksdags slut den 17 december, där han representerade socialdemokraterna i Blekinge läns och Kristianstads läns valkrets. Han ersatte riksdagsmannen William Olsson, som avled den 21 oktober 1955. 1949-1966 var Brånstad landstingsman för Blekinge läns landsting. 1943–1974 var han ombudsman i socialdemokraternas partidistrikt för Blekinge.
Brånstad gifte sig 1935 med Carola Adéle Elisabet Ekström (1912–2005), dotter till Karl Gustaf Ekström och Anna Elisabet Septima Sjökvist. Paret Brånstad fick två barn: Monica (född 1939) och Jan-Olof (född 1940).